# Quadratim
O quadratim, em ou eme, é uma unidade de medida no campo da tipografia. Esta unidade define a proporção do comprimento e altura da letra com relação ao tamanho do ponto da fonte em questão. Originalmente a unidade era derivada do comprimento da letra "M" no tipo de letra utilizado atualmente.
Equivale à letra m.  Usa-se para definir os caracteres travessão, hífen, e os travessões ‘n’ (–) e ‘m’ (—).
Ambos são codificados como caracteres no bloco de código  Pontuação geral do caractere Unicode definido como U + 2000 EN QUAD e U + 2001 EM QUAD, que também são definidos como canonicamente equivalente a U + 2002 EN SPACE e U + 2003 EM SPACE respectivamente.
1. ↑  Jukka Korpela. «Unicode Spaces». Consultado em 18 de setembro de 2013
2. ↑  Unicode Consortium. «The Unicode Standard, Version 6.2: General Punctuation, Range 2000–206F» (PDF). Consultado em 18 de setembro de 2013